# Alex (zanger)
Alex Wielders (Leiden, 27 december 1971) is een Nederlands zanger die optreedt onder de artiestennaam Alex.

## Biografie
Wielders groeide op in Katwijk in een zeemansgezin met oudere broers en zusters. Toen hij zeven jaar oud was overleden zijn vader en zijn broer. Beiden waren zeelieden geweest en dit verlies leidde er later toe dat hij het nummer Zeeman schreef. Na het overlijden van zijn vader hertrouwde zijn moeder en kreeg hij er nog een halfbroertje bij. Als jongen zong hij veel en trad op voor de lokale radio. Na zijn middelbare school werkte hij een tijdje bij een bloemenveiling en in de horeca. Hij maakte een debuutsingle in 1995 met de titel Tijger Op De Steiger. In 1998 maakte hij de single Ajax De Kampioenen. In 1999 ging hij werken in het café Bolle Jan in Amsterdam waar hij veel succes kreeg met zijn zangoptredens.

## Successen
In 2000 had Wielders een megahit met Een bossie rooie rozen. Het kwam op plaats 15 binnen in de Nederlandse Top 40, stond drie weken op nummer 1 in de Nederlandse hitlijsten, bereikte een achtste plaats in de Nederlandse Single Top 100 en was het meest gedraaide nummer tijdens carnaval in 2000. De opvolger was Jij bent 't type waar ik voor ga. Sindsdien had hij nog enkele hits zoals Gekkenhuis en Festival van liefde.
Het succes van de eerste hit leidde tot optredens in televisieprogramma's als Big Brother en De Bus. In mei 2004 maakte Alex samen met de Nederlandse dweilorkest Kleintje Pils het nummer La La La Oranje voor het EK voetbal 2004.
In april 2009 bracht hij een verzamelalbum uit, getiteld Alex Grootste Feesthits, dit album bevatte oude en nieuwe nummers van de zanger. 

## Privé
Wielders woont momenteel in Noordwijk en heeft een zoon.

## Discografie

### Albums
| Album met eventuele hitnotering(en) in de Nederlandse Album Top 100 | Datum van verschijnen | Datum van binnenkomst | Hoogste positie | Aantal weken | Opmerkingen   |
| ------------------------------------------------------------------- | --------------------- | --------------------- | --------------- | ------------ | ------------- |
| Een Bossie Mooie Hits                                               | 2000                  | -                     |                 |              |               |
| Leef Je Uit                                                         | 2004                  | -                     |                 |              |               |
| Festival Van Liefde                                                 | 2007                  | -                     |                 |              |               |
| Op Een Dag                                                          | 2007                  | -                     |                 |              |               |
| Alex Grootste Feesthits                                             | 2009                  | -                     |                 |              | Verzamelalbum |
| Feest Zonder Grenzen                                                | 2013                  | 07-12-2013            | 24              | 4            |               |
| Met Feestelijke Groet                                               | 2015                  | 05-12-2015            | 32              | 1            |               |

### Singles
| Single met eventuele hitnotering(en) in de Nederlandse Top 40 | Datum van verschijnen | Datum van binnenkomst | Hoogste positie | Aantal weken | Opmerkingen                                     |
| ------------------------------------------------------------- | --------------------- | --------------------- | --------------- | ------------ | ----------------------------------------------- |
| Ajax de kampioenen                                            | 1998                  | 02-05-1998            | tip21           | -            | met Het Tribunekoor                             |
| Een bossie rooie rozen                                        | 2000                  | 03-06-2000            | 15              | 6            | Nr. 8 in de Single Top 100                      |
| Zing maar met me mee                                          | 2002                  | -                     |                 |              | Nr. 43 in de Single Top 100                     |
| La la la Oranje                                               | 2004                  | -                     |                 |              | met Kleintje Pils / Nr. 72 in de Single Top 100 |
| De liefde                                                     | 2005                  | -                     |                 |              | Nr. 19 in de Single Top 100                     |
| Festival van liefde                                           | 2007                  | -                     |                 |              | Nr. 23 in de Single Top 100                     |
| Gekkenhuis                                                    | 2007                  | -                     |                 |              | Nr. 67 in de Single Top 100                     |
| Handen die handen                                             | 2008                  | -                     |                 |              | Nr. 30 in de Single Top 100                     |
| Zigge zagge                                                   | 2009                  | -                     |                 |              | Nr. 34 in de Single Top 100                     |
| Dagdroom                                                      | 2009                  | -                     |                 |              | Nr. 30 in de Single Top 100                     |
| Je bent wie je bent                                           | 2010                  | -                     |                 |              | Nr. 41 in de Single Top 100                     |